# Denis Bolunov
Denis Bolunov (ur. 20 kwietnia 1998) – estoński zapaśnik walczący w stylu klasycznym. Zajął 36. miejsce na mistrzostwach świata w 2019. Osiemnasty na mistrzostwach Europy w 2019. Brązowy medalista mistrzostw nordyckich w 2019 roku.